# The Script
The Script ist eine Pop-Rock-Gruppe aus Irland.

## Geschichte
Daniel O’Donoghue (Gesang, Keyboard) und Mark Sheehan (Gitarre; * 29. Oktober 1976, † 14. April 2023) trafen sich in frühen Jahren in Dublin. In dieser Zeit fanden die beiden u. a. Inspiration in der schwarzen Musik aus den USA.
Der Gesang von Stevie Wonder war für O’Donoghue so etwas wie eine Initialzündung. „Ich versuchte, ganze Platten nachzusingen, sogar die Streicher-Arrangements. Viele gute Sänger ahmen ein Musikinstrument nach – Amy Winehouse ist z. B. ein Saxophon gewesen. Mein Instrument ist die Geige. Das Vibrato – damit kann man unglaublich tief empfundene Gefühle zum Ausdruck bringen.“
Bereits kurze Zeit, nachdem O’Donoghue und Sheehan ihre Songwriting- und Produktions-Partnerschaft eingegangen waren, wurde ihr Talent entdeckt. Sie wurden in die Vereinigten Staaten eingeladen, um mit einigen Künstlern zusammenzuarbeiten, darunter Dallas Austin, Teddy Riley, The Neptunes und Rodney Jerkins. O’Donoghue und Sheehan waren nun ein „Backroom Team“, sie produzierten Demos für andere Künstler, ehe sie den ebenfalls aus Dublin stammenden Schlagzeuger Glen Power trafen. Power spielte bereits seit seinem 15. Lebensjahr Sessions und steckte das Geld in Solo-Projekte und in sein Heimstudio.
Mitbegründer Sheehan verstarb am 14. April 2023 nach kurzer Krankheit.

## Karriere
Die Debütsingle der Band trug den Titel We Cry. In den UK Charts stieg sie auf Platz 15, in den irischen Charts stieg sie auf 9 ein. In Deutschland wurde We Cry am 16. Mai 2008 und The Man Who Can’t Be Moved am 29. August 2008 veröffentlicht. 2009 wurden sie mit dem European Border Breakers Award (EBBA) ausgezeichnet.
Das dritte Album #3 erschien am 7. September 2012 in Irland, am 10. September in Großbritannien und am 9. Oktober 2012 in Nordamerika, bevor es schließlich am 25. Januar 2013 auch in Deutschland offiziell veröffentlicht wurde.
Die aus #3 ausgekoppelte Single Hall of Fame wurde als Titelsong des am 7. Februar 2013 gestarteten, von und mit Til Schweiger inszenierten Kinofilms Kokowääh 2 eingesetzt. Der Song entstand in Kollaboration mit US-Rapper will.i.am von den Black Eyed Peas.
Ab dem 16. Januar 2015 ging die Band auf die No Sound Without Silence Tour, die in Tokio eröffnet und dann in Europa, Nord- und Südamerika, Asien, Afrika und Ozeanien fortgesetzt wurde. Parallel wurde das vierte gleichnamige Studioalbum vorgestellt. 2023 waren sie Special Guests im Rahmen von Pinks Summer Carnival Tour durch Europa.

## Diskografie
Studioalben

| Jahr | Titel Musiklabel                             | Höchstplatzierung, Gesamtwochen, AuszeichnungChartplatzierungen (Jahr, Titel, Musiklabel, Platzierungen, Wochen, Auszeichnungen, Anmerkungen) | Höchstplatzierung, Gesamtwochen, AuszeichnungChartplatzierungen (Jahr, Titel, Musiklabel, Platzierungen, Wochen, Auszeichnungen, Anmerkungen) | Höchstplatzierung, Gesamtwochen, AuszeichnungChartplatzierungen (Jahr, Titel, Musiklabel, Platzierungen, Wochen, Auszeichnungen, Anmerkungen) | Höchstplatzierung, Gesamtwochen, AuszeichnungChartplatzierungen (Jahr, Titel, Musiklabel, Platzierungen, Wochen, Auszeichnungen, Anmerkungen) | Höchstplatzierung, Gesamtwochen, AuszeichnungChartplatzierungen (Jahr, Titel, Musiklabel, Platzierungen, Wochen, Auszeichnungen, Anmerkungen) | Höchstplatzierung, Gesamtwochen, AuszeichnungChartplatzierungen (Jahr, Titel, Musiklabel, Platzierungen, Wochen, Auszeichnungen, Anmerkungen) | Anmerkungen                              |
| Jahr | Titel Musiklabel                             | DE | AT | CH | UK | US | IE | Anmerkungen                              |
| ---- | -------------------------------------------- | --- | --- | --- | --- | --- | --- | ---------------------------------------- |
| 2008 | The Script Phonogenic (Sony BMG)             | DE32 (6 Wo.)DE | AT39 (6 Wo.)AT | CH16 (18 Wo.)CH | UK1 ×4Vierfachplatin · (146 Wo.)UK | US64 (49 Wo.)US | IE1 ×5Fünffachplatin · (199 Wo.)IE | Erstveröffentlichung: 8. August 2008     |
| 2010 | Science & Faith Phonogenic (Sony)            | DE40 (1 Wo.)DE | AT70 (1 Wo.)AT | CH15 (7 Wo.)CH | UK1 ×2Doppelplatin · (68 Wo.)UK | US3 (40 Wo.)US | IE1 ×5Fünffachplatin · (81 Wo.)IE | Erstveröffentlichung: 10. September 2010 |
| 2012 | #3 Phonogenic (Sony)                         | DE11 (8 Wo.)DE | AT18 (2 Wo.)AT | CH4 (11 Wo.)CH | UK2 ×2Doppelplatin · (57 Wo.)UK | US13 (7 Wo.)US | IE1 Platin · (122 Wo.)IE | Erstveröffentlichung: 7. September 2012  |
| 2014 | No Sound Without Silence Phonogenic (Sony)   | DE12 (4 Wo.)DE | AT11 (2 Wo.)AT | CH2 (14 Wo.)CH | UK1 Platin · (35 Wo.)UK | US10 (5 Wo.)US | IE1 (74 Wo.)IE | Erstveröffentlichung: 12. September 2014 |
| 2017 | Freedom Child Columbia Records (Sony)        | DE43 (1 Wo.)DE | AT61 (1 Wo.)AT | CH10 (4 Wo.)CH | UK1 Gold · (21 Wo.)UK | US58 (1 Wo.)US | IE1 (32 Wo.)IE | Erstveröffentlichung: 1. September 2017  |
| 2019 | Sunsets & Full Moons Columbia Records (Sony) | DE92 (1 Wo.)DE | — | CH28 (1 Wo.)CH | UK1 Gold · (17 Wo.)UK | — | IE1 (18 Wo.)IE | Erstveröffentlichung: 8. November 2019   |
| 2024 | Satellites BMG (BMG)                         | DE91 (1 Wo.)DE | — | CH67 (1 Wo.)CH | UK2 (1 Wo.)UK | — | IE1 (… Wo.)IE | Erstveröffentlichung: 16. August 2024    |